# Chrzanowice (wieś w powiecie radomszczańskim)
Chrzanowice – wieś w Polsce położona w województwie łódzkim, w powiecie radomszczańskim, w gminie Gomunice.
W latach 1954–1968 wieś należała i była siedzibą władz gromady Chrzanowice, po jej zniesieniu w gromadzie Gomunice. 
W latach 1975–1998 miejscowość należała administracyjnie do województwa piotrkowskiego.